# کروتون (پردازش)
کروتون (به انگلیسی: Crouton) سرواژه‌های عبارت (Chromium OS Universal Chroot Environment) یک مجموعه از اسکریپت‌ها است که اجازه می‌دهد اوبونتو، دبیان و کالی لینوکس به صورت موازی در یک سیستم عامل کروم اجرا شوند. کروتون با استفاده از chroot به جای dual-booting این امکان را برای کاربر فراهم می‌کند که دو محیط میزکار همزمان داشته باشد و خود سیستم عامل کروم نیز انتخابی دیگر می‌تواند باشد.